# کنتا کیفوجی
کنتا کیفوجی (انگلیسی: Kenta Kifuji؛ زادهٔ ۵ اکتبر ۱۹۸۱) بازیکن فوتبال اهل ژاپن است.
از باشگاه‌هایی که در آن بازی کرده‌است می‌توان به باشگاه فوتبال آویسپا فوکوئوکا اشاره کرد.